# Mehdi Rahmati
Seyed Mehdi Rahmati Osgouei (persiska: مهدی رحمتی), född 2 februari 1983 i Teheran i Iran, är en före detta iransk fotbollsmålvakt som spelade för den iranska klubben Paykan. Han har även spelat i det iranska landslaget.